# Сильвер, Селена
Селена Сильвер (англ. Selena Silver, род. 18 августа 1979 года) — австралийская порноактриса. За свою карьеру Сильвер снялась в более чем 100 фильмах.

## Биография
Сильвер пришла в порноиндустрию в 2003 году. Она также была ведущей на интернет радио KSEX и вела колонку на сайте для взрослых. В 2004 году она появилась в Howard Stern Show, где приняла участие вместе с двумя другими участницами в конкурсе по воздержанию от мочеиспускания. Сильвер победила в конкурсе, получив награду в размере 10 000 долларов.
По данным на 2020 год, Селена Сильвер снялась в 172 порнофильмах.

## Премии и номинации
- CAVR Award — Лучшая новая старлетка (2003)
- CAVR Award — Лучший полнометражный DVD для взрослых, Selena Silver At Home (director and star) (2004)
- номинация на CAVR Award — Исполнительница года (2004)
- номинация на Rog Awards — Лучшая новая старлетка (2004)
- номинация на XRCO — Orgasmic Oralist (2005)[4]
- номинация на AVN — Лучшая сцена орального секса, Throat Gaggers #6 (2005) (вместе с Tony T. и Jake Malone)[5]
- номинация на AVN — Лучшая сцена орального секса, Blow Me Sandwich #5 (2005) (вместе с Брендоном Айроном и Катриной Кравен)[5]
- номинация на AVN — Лучшая лесбийская сцена (видео), War of the Girls (2006) (вместе с Флауэр Туччи, Мэри Посса и Самантой Райан)[6]